# Exelvision Exeltel
Exelvision Exeltel (Exeltel) је кућни рачунар, производ фирме Exelvision који је почео да се израђује у Француској током 1986. године.
Користио је TMS 7040 (Texas-Instrument) као централни микропроцесор а RAM меморија рачунара Exeltel је имала капацитет од 82 kb. 
Као оперативни систем кориштен је Exeldos.

## Детаљни подаци
Детаљнији подаци о рачунару Exeltel су дати у табели испод.
|                       |                                                                              |
| [ 1 ]                 |                                                                              |
| Произвођач            |                                                                              |
| Тип                   | кућни рачунар                                                                |
| Меморија              | 82                                                                           |
| Поријекло             | Француска                                                                    |
| Година                | 1986                                                                         |
| Тастатура             | одвојива тастатура са пуним помаком тастера, нумеричка тастатура, 79 тастера |
| Процесор              |                                                                              |
| Фреквенција процесора | 4,9                                                                          |
| RAM                   | 82                                                                           |
| ROM                   | 96                                                                           |
| Текст                 | 24 x 40                                                                      |
| Графика               | 320 x 200                                                                    |
| Боја                  | 8 боја                                                                       |
| Звук                  | TMS-5220, уграђени синтисајзер говора                                        |
| Димензије             | 40 x 30 x 6,5 (главна јединица)                                              |
| Портови               |                                                                              |
| Оперативни систем     |                                                                              |